# Марисфельд
Марисфельд (нем. Marisfeld) — община в Германии, в земле Тюрингия. 
Входит в состав района Хильдбургхаузен. Подчиняется управлению Фельдштайн.  Население составляет 448 человек (на 31 декабря 2010 года). Занимает площадь 11,51 км².